# Грив, Кеннет
Кеннет Грив (дат. Kenneth Greve; род. 11 августа 1968, Копенгаген) — датский танцовщик; директор и главный балетмейстер Финского национального балета (2008—2018).

## Биография
Родился 11 августа 1968 года в Копенгагене. В 1976 году поступил в балетную школу при Датском королевском балете. Затем совершенствовал технику в Нью-Йорк Сити балете.
Как танцовщик выступал с балетными труппами Парижской оперы, Штутгартского балета и Венской оперы.
Начиная с 1992 года работал в балетной труппе Датского королевского балета, где его партнёршей была Силья Шандорфф.
В 2003 году выступил в качестве партнёра Анастасии Волочковой в балете «Дон Кихот».
С августа 2008 года является руководителем Финского национального балета, заключив четырёхлетний контракт с возможной двухлетней пролонгацией.
За время своей творческой карьеры участвовал в одиннадцати хореографических версиях балета «Лебединое озеро», а в 2009 году осуществил свою постановку, изменив театральное либретто и добавив в классический балет Петипа-Иванова современную хореографию.
В качестве руководителя балета обратил особое внимание на подготовку национальных кадров, подписав с 11 из 30 студентов финской балетной школы контракт на повышение квалификации под руководством балетных специалистов из Нью-Йорка и Парижа. Формируя репертуар балетной труппы, ищет баланс между классическими и современными спектаклями.
В сезоне 2012—2013 годов осуществил постановку балета «Снежная королева» на музыку композитора Туомаса Кантелинена.
3 ноября 2017 года, в год празднования 100-летия независимости Финляндии, представил на сцене Финской национальной оперы собственный балет «Земля Калевалы» с большим успехом.

## Семья
Женат на французской балерине Марии Грив (англ. Marie Pierre Greve). У супругов двое детей.